# Бамбри, Грейс
Грейс Ба́мбри (англ. Grace Bumbry; 4 января 1937, Сент-Луис, Миссури, США — 7 мая 2023, Вена, Австрия) — американская оперная певица (меццо-сопрано и сопрано), одна из ведущих оперных певиц своего поколения.

## Биография
Родилась в небогатой семье в Сент-Луисе, Миссури, отец был железнодорожным рабочим, мать — школьной учительницей. Окончила высшую школу Чарльза Самнера в Миссисипи — первое заведение подобного рода в штате для чернокожих. Первый конкурс на радио выиграла в 17 лет, но в местную консерваторию её не приняли из-за цвета кожи; организаторы конкурса, тем не менее, помогли ей поступить на учёбу в Бостонский университет. Позже она училась в Северо-Западной академии и в Западной академии музыки в Санта-Барбаре. В 1958 году Бамбри стала победителем конкурса Национального совета по прослушиванию «Метрополитен-опера», в том же году состоялся её первый сольный концерт в Париже. Оперный дебют Бамбри произошёл в 1960 году, когда она исполнила партию Амнерис в Парижской опере, с этого же года начав петь в Базельской опере.
Международную известность получила в 1961 году, в возрасте 24 лет, когда исполнила партию Венеры на Байрейтском фестивале, став первой чернокожей певицей, принявшей в нём участие. В 1963 году впервые выступила в Королевской опере в Ковент-Гардене, в 1964 году — в Ла-Скала, в 1965 году — в "Метрополитен-опера". Первоначально исполняла только роли меццо-сопрано, но к середине 1970-х годов расширила репертуар на сопрано (её дебют как сопрано состоялся в 1964 году на сцене Венской оперы), до конца 1980-х годов сосредоточившись почти исключительно на драматических ролях, а в 1990-х годах вновь вернувшись к меццо-сопрано.
По приглашению Жаклин Кеннеди пела в Белом доме (вновь пела там в 1981 году на инаугурации Рональда Рейгана). С конца 1980-х годов в большей степени выступала в Европе, нежели в США, много лет жила в Швейцарии, проживала в Зальцбурге. В середине 1990-х годов она создала собственный ансамбль, исполнявший народные афроамериканские песни. Ушла с оперной сцены в 1997 году, начав преподавать и судить различные международные соревнования, в 2001—2002 годах дала серию концертов, в 2013 году вернулась на оперную сцену, исполнив партию графини в «Пиковой даме» на сцене Венской оперы.
Имеет большое количество наград, в том числе премию ЮНЕСКО, премию Центра Кеннеди за вклад в исполнительское искусство; введена в Аллею славы Сент-Луиса.
Скончалась 7 мая 2023 года в возрасте 86 лет.